# ابرس‌والده
ابرس والده شهری در شمال غربی ایالت براندنبورگ آلمان است. این شهر به مرز آلمان و لهستان نزدیک است.